# Sandi Lovrić
Sandi Lovrić né le 28 mars 1998 à Lienz en Autriche, est un footballeur international slovène évoluant au poste de milieu défensif à l’Udinese Calcio.

## Biographie

### En club

#### Sturm Graz (2014-2019)
Né à Lienz en Autriche, Sandi Lovrić est formé au sein du Sturm Graz. C'est avec ce club qu'il débute en professionnel. Le 17 août 2014, il joue son premier match, lors d'une rencontre de championnat face à l'Austria Vienne. Il entre en jeu en cours de partie ce jour-là, et les deux équipes se neutralisent (1-1).
En 2018, Sandi Lovrić participe aux tours préliminaires de la Ligue des champions, c'est la première fois qu'il participe à cette compétition. Il dispute notamment la double confrontation contre l'Ajax Amsterdam, le 25 juillet (défaite 2-0 de Sturm Graz) et le 1er août (défaite 1-3 de Sturm Graz).

#### FC Lugano (2019-2022)
Le 3 juillet 2019, Sandi Lovrić s'engage en faveur du FC Lugano, en Suisse. Il joue son premier match sous ses nouvelles couleurs le 28 juillet suivant, lors de la première journée de la saison 2019-2020 de Super League, face au FC Thoune (0-0). Il inscrit son premier but pour Lugano le 24 juin 2020, lors d'une rencontre de championnat face au FC Lucerne. Titulaire, il marque sur coup franc direct et son équipe l'emporte par deux buts à zéro.

#### Udinese Calcio (2022-)
Sandi Lovrić rejoint l'Udinese Calcio lors de l'été 2022. N'ayant pas prolongé avec le FC Lugano, Lovrić rejoint le club italien librement, et le transfert est annoncé dès le jour de ses 24 ans, le 28 mars 2022.
Lovrić inscrit son premier but pour l'Udinese le 4 septembre 2022, lors d'une rencontre de championnat face à l'AS Roma. Il est titularisé et participe à la victoire de son équipe par quatre buts à zéro.

### En équipe nationale

#### Avec l'Autriche
Avec les moins de 16 ans, il inscrit deux doublés lors de l'année 2014, contre la Macédoine et l'Irlande.
Avec l'équipe d'Autriche des moins de 17 ans, il inscrit un doublé contre Saint-Marin en octobre 2014, lors des éliminatoires du championnat d'Europe. Il participe ensuite à la phase finale du championnat d'Europe des moins de 17 ans en 2015, qui se déroule en Bulgarie. Il est titulaire et même capitaine de son équipe durant ce tournoi. Lors du premier match, il marque un but face à l'Espagne (1-1). Toutefois, avec deux nuls et une défaite, l'Autriche parvient pas à dépasser la phase de groupe.
Lovrić est un membre important de l'équipe des moins de 19 ans entre 2016 et 2017. Il participe avec cette équipe au championnat d'Europe des moins de 19 ans en 2016. Lors de cette compétition organisée en Allemagne, il joue trois matchs, avec pour résultats deux nuls et une défaite. Il officie comme capitaine de la sélection des moins de 19 ans à compter de septembre 2016.
Le 1er septembre 2017, Sandi Lovrić joue son premier match avec l'équipe d'Autriche espoirs, face à la Finlande. Il est titulaire lors de cette partie, et les deux équipes se séparent sur un score nul (2-2). Le 9 septembre 2019 il est inscrit ses deux premiers buts avec les espoirs face à l'Albanie. Les Autrichiens sortent victorieux de cette rencontre (0-4).

#### Avec la Slovénie
En septembre 2020, Sandi Lovrić choisi finalement de représenter la Slovénie, et est retenu par Matjaž Kek, le sélectionneur de l'équipe nationale de Slovénie. Il honore sa première sélection le 7 octobre 2020 contre Saint-Marin. Il est titularisé puis remplacé par Benjamin Verbič lors de cette rencontre remportée par son équipe (4-0). Il inscrit son premier but lors de sa troisième apparition, le 14 octobre 2020 contre la Moldavie. Ce jour-là la Slovénie s'impose (0-4).
Le 24 mars 2021, Lovrić donne la victoire à la Slovénie en marquant l'unique but de la partie contre la Croatie. Il s'agit de son deuxième but en sélection.
Il est retenu dans la liste des 26 joueurs slovènes du sélectionneur Matjaž Kek pour participer à l'Euro 2024.

## Palmarès
Sturm Graz
- Coupe d'Autriche (1) :
  - Vainqueur : 2017-2018

 FC Lugano
- Coupe de Suisse (1) :
  - Vainqueur : 2021-22.